# Xã Farmington, Quận Olmsted, Minnesota
Xã Farmington (tiếng Anh: Farmington Township) là một xã thuộc quận Olmsted, tiểu bang Minnesota, Hoa Kỳ. Năm 2010, dân số của xã này là 444 người.